# Otto Dempwolff
Otto Dempwolff est un linguiste allemand. Né à Pillau le 25 mai 1871, mort à Hambourg le 27 novembre 1938. A été professeur à Hambourg.

## Biographie
L'étude moderne des langues austronésiennes est généralement attribuée au docteur en médecine et linguiste, dont l'étude en trois volumes
publiée entre 1934 et 1938, Comparative Phonology of Austronesian Word Lists, a permis d'établir une meilleure vue sur le système phonologique que celle de Brandstetter (en) et permis d'étendre l'austronésien notamment aux langues mélanésiennes.